# Lamentin
Lamentin är en kommun i det franska utomeuropeiska departementet Guadeloupe i Västindien. År 2022 hade kommunen 18 437 invånare.

## Befolkningsutveckling
Antalet invånare i kommunen Lamentin
| Referens: INSEE |